# Winter's Bone
Winter's Bone er en amerikansk coming-of-age dramafilm fra 2010 instrueret af Debra Granik. Den skrevet af Granik og Anne Rosellini og er baseret på romanen af samme navn af Daniel Woodrell fra 2006. Filmen har Jennifer Lawrence i hovedrollen som en fattig teenagepige ved navn Ree Dolly i det landlige Ozarks i Missouri, som for at beskytte sin familie mod udsættelse skal finde sin forsvundne far.
Filmen vandt flere priser, herunder Grand Jury Prize: Dramatic Film på Sundance Film Festival 2010. Den modtog fire Oscar-nomineringer ved den 83. Oscar-uddeling: Bedste film, bedste tilpassede manuskript, bedste kvindelige hovedrolle for Lawrence (som med sine 20 var den næstyngste nominerede for bedste kvindelige hovedrolle på det tidspunkt) og bedste mandlige birolle for John Hawkes. Derudover blev Lawrence nomineret til bedste skuespillerinde – filmdrama og fremragende hovedrolleindehaver ved henholdsvis Golden Globe Awards og Screen Actors Guild Awards.